# Биевцы (Киевская область)
Биевцы́ (укр. Біївці) — село в Богуславской городской общине Обуховского района Киевской области Украины.
Население по переписи 2001 года составляло 851 человек. Почтовый индекс — 09741. Телефонный код — 4561. Занимает площадь 3,6 км². Код КОАТУУ — 3220680301.